# Pak Song-chol
Pak Song-chol (24 de setembro de 1987) é um futebolista profissional norte-coreano que atua como meia.

## Carreira
Pak Song-chol representou a Seleção Norte-Coreana de Futebol na Copa da Ásia de 2015.